# Os cuneiforme laterale
Het os cuneiforme laterale (buitenste wigvormige been) of os cuneiforme tertium (derde wigvormige been) is een van de zeven voetwortelbeentjes. Het is gelegen midden in de voetwortel en vormt een gewrichtsverbinding met het os naviculare aan proximale zijde, het tweede wigvormige been (het os cuneiforme intermedium) aan mediale zijde, het os cuboides aan laterale zijde en het tweede, derde en vierde middenvoetsbeen aan distale zijde.

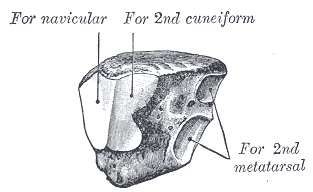
Het linker os cuneiforme laterale, van posteromediaal
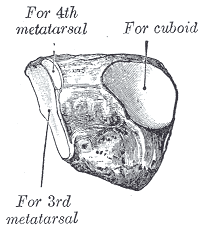
Het linker os cuneiforme laterale, van anterolateraal